# Thelotrema demissum
Thelotrema demissum är en lavart som beskrevs av Flot. 1842. Thelotrema demissum ingår i släktet Thelotrema och familjen Thelotremataceae.   Inga underarter finns listade i Catalogue of Life.